# Gedeon Majunke
Gedeon Wilhelm Majunke (9. května 1854 Spišská Sobota, Rakousko-Uhersko – 10. dubna 1921) byl slovenský architekt a představitel architektury přelomu 18. a 19. století. Převážná část jeho tvorby se řadí pod neoklasicismus, neorenesanci a secesi.

## Životopis

### Studium
Majunkeho předkové pocházeli z Itálie. Jeho otec Áron byl obchodníkem. Po absolvování základní školy v Spišské Sobotě se v letech 1866–73 vzdělával na Štátnej hlavnej reálnej škole v Košicích. V letech 1873-81 absolvoval studium ve Vídni na Vysoké škole technické a na Hansenově mistrovské umělecké škole, kde se dostalo uznání již jeho studentskému projektu "ideálního muzea". Přestože mu ve Vídni nabízeli místo pedagoga, vrátil se domů.

### Rodina
Usadil se v Spišské Sobotě a založil si rodinu. Za manželku si Majunke vzal Alici ze zámožné německé protestantské rodiny Hergesselů (ženich byl katolík), která se kromě péčí o jejich tři syny a dceru duševně věnovala humanitární činnosti. Pracovala v Červeném kříži, kterému na zřízení nemocnice poskytla dům s dvorem. Ministerstvo zdravotnictví ocenilo její nezištnost udělením Zlatého kříže za zásluhy. Majunkeho dům na náměstí ve Spišské Sobotě i po mnoha desetiletích zůstal sídlem Červeného kříže.

### Tvorba
Pro Dolný Smokovec projektoval hrázděné a srubové stavby. Pro spišská města projektoval administrativní a školní budovy, vily a rodinné domy ve stylu neoklasicismu kombinovaného s neorenesancí a secesí. Restauroval některé tamní zámečky, je autorem několika náhrobků na spišských hřbitovech. Podle jeho návrhů vznikly zahrady a parky. V rodném městě zastával sice i tradiční funkci velitele dobrovolného hasičského sboru, více se však usiloval o jeho modernizaci. Velmi mu záleželo na tom, aby ve Spišské Sobotě zavedli elektrický proud. Díky němu zde pracovala jedna z prvních parních pil na Slovensku. Největší část své životní energie však věnoval Vysokým Tatrám, kde se po otevření Košicko-bohumínské železnice začínalo s rozsáhlou výstavbou. Poznatky z alpských turistických center uplatnil při řešení letovisek, chat, lázeňských, společensko – pohostinských zařízení i romanticky působících kostelíků. Vždy vycházel z konkrétního prostředí, stavby do něj komponoval ohleduplně a nerušivě. Preferoval přírodní materiály, odolné vůči možným klimatickým vlivům. Jedině tak se mohl pustit i do stavění Téryho chaty.

### Vliv na pozdější tvorbu
Začátkem 20. století měli již o Tatry zájem i zahraniční investoři s představami velkokapacitních hotelů. Alespoň někteří z nových projektantů pochopili prostředí shodně s Majunkem a snažili se pokračovat v jeho duchu. V létě roku 1900 horolezec Július Dóry podnikl z Téryho chaty prvovýstup na blízkou Priečnu vežu. Navrhl Uherskému karpatskému spolku, aby ji pojmenoval Majunkeho věží. Tento název se však ujal pouze v německém a maďarském názvosloví. Gedeon Majunke je pohřben na Spišskosobotském hřbitově spolu s manželkou a jejími rodiči.

## Realizace
- 1884 – hotel Scepus a letohrádek arcikněžny Klotildy (dnes Kamzík), Starý Smokovec
- 1884 – lovecký zámeček, Tatranská Javorina
- 1887 – evangelický kostel realizován na základě jeho projektu
- 1888 – kostel sv. Anny, Starý Smokovec
- 1890–1897 – letoviska habsburské rodiny na Štrbském Plese
- 1892 – Kostel Nejsvětějšího Spasitele, Dolný Smokovec
- 1893 – hotel Lomnica pro Spišskou úvěrovou banku, Tatranská Lomnica
- 1894 – Slovenský dom a Turistický dom, Tatranská Lomnica
- 1896 – Gymnázium Pavla Országha Hviezdoslava, Kežmarok.[1]
- 1898 – lovecký zámeček knížete Hohenlohe Vyšné Hágy
- 1899 – Téryho chata.
- 1906–1908 Sanatorium, Tatranská Polianka.
- 1884 – hrázděná vila Kalinčiak, předtím AESCULAP Dolný Smokovec.